# سمير هلال
سمير هلال لاعب كرة قدم سعودي سابق و يدرب حالياً نادي الخليج السعودي .
هو سمير سليمان هلال مواليد 1387هـ في مدينة الدمام شرق السعودية, لعب لنادي الاتفاق السعودي نهاية الثمانيانات الميلادية، قبل أن يهجر كرة القدم عام 2001.
وسمير هلال كان يلعب في مركز الوسط المتأخر «المحور» وقد بدأ مسيرته مع الاتفاق في عام 1405هـ كلاعب في درجة الشباب وانضم لمنتخب الشباب في فترات متقطعة وهو الحال مع المنتخب الأول.
ويدين سمير هلال بالفضل للمدرب الكبير خليل الزياني الذي صعده للفريق الأول واعتمد عليه في التشكيلة الأساسية طويلاً حتى اضحى ركيزة مهمة في خارطة الفريق الاتفاقي وخاصة في التسعينات الميلادية.
بعد اعتزاله الكرة توجه لمجال التدريب وعمل ضمن الاطقم الفنية في نادي الاتفاق ونادي الخليج في سيهات، قبل أن يستقر في عام 2013 كمحلل فني في القناة الرياضية السعودية إضافة إلى أنه كاتب مقالات في جريدة اليوم.

## اسهاماته مع الاتفاق
- بطولة الدوري السعودي الممتاز سنة 1408هـ.
- بطولة مجلس التعاون الخليجي بالشارقة سنة 1408هـ.
- بطولة الأندية العربية 1408هـ.
- كأس الأمير فيصل بن فهد 1410هـ.